# Charlie Carver
Charles Carver Martensen (sinh ngày 31 tháng 7 năm 1988), nghệ danh là Charlie Carver, là một nam diễn viênn Mỹ. Các vai diễn nổi tiếng nhất của anh gồm có Porter Scavo trong phim truyền hình ABC Desperate Housewives, Ethan trong phim truyền hình MTV Teen Wolf, và Scott Frost trong mùa thứ nhất của phim truyền hình HBO The Leftovers. Người anh em sinh đôi của anh Max Carver đã thường xuyên miêu tả người anh em song sinh của mình.

## Tiểu sử
Carver được sinh ra ở San Francisco, California, vào ngày 31 tháng 7 năm 1988. Người em trai sinh đôi giống hệt anh tên Max Carver được sinh ra bảy phút sau đó vào ngày 1 tháng 8. Trước khi anh bắt đầu diễn xuất chuyên nghiệp, anh được biết đến với cái tên Charlie Martensen. Cha của anh là Robert Martensen, và mẹ của ông, Anne Carver (sinh năm 1952), là một nhà từ thiện và nhà hoạt động cộng đồng. Năm 1992, Anne và người chồng mới của bà, Denis Sutro, đã chuyển cả gia đình đến Calistoga ở Thung lũng Napa. Anh học trường trung học tại trường nội trú St. Paul, ở Concord, New Hampshire, nhưng rời trường để theo học Học viện nghệ thuật Interlochen, Michigan, trong năm thứ hai. Anh tốt nghiệp Đại học Nam California năm 2012. Anh cũng học diễn xuất tại Nhà hát Nhạc viện Hoa Kỳ tại San Francisco.